# Acharnes
Acharnes (tiếng Hy Lạp: ?) là một khu tự quản ở vùng Attiki, Hy Lạp. Khu tự quản Acharnes có diện tích 108 kilômét vuông, dân số theo điều tra ngày 18 tháng 3 năm 2001 là 82555 người.